# Lisen Hockings
Lisen Hockings née le 17 avril 1979 à Perth, est une coureuse cycliste australienne.

## Biographie
Membre du St Kilda Cycling Club, Lisen Hockings commence à 36 ans une ascension rapide dans le cyclisme australien. Après de bons résultats lors de courses locales, elle se rend en France pour gravir les cols du Tour de France dans le cadre de voyages organisés par l'ancien coureur Patrick Jonker. Celui-ci, impressionné par le niveau de Lisen Hockings en montagne, lui conseille de perséverer.
En début d'année 2016, elle prend la seizième place du championnat d'Australie sur route puis participe aux championnats d'Océanie. Huitième du contre-la-montre, elle décroche la médaille de bronze de la course en ligne. Ces résultats, et l'entremise de Patrick Jonker, lui valent d'être invitée par l'équipe High5 Dream Team afin de prendre part au Mersey Valley Tour, une manche du National Road Series, en avril. Elle y remporte une étape et termine deuxième du classement général. Elle est alors engagée par l'équipe Holden, avec laquelle elle court pour le reste de la saison. Victorieuse au Tour of the King Valley et deuxième du Tour de Bright, elle remporte le classement final du  National Road Series en étant arrivé sur ce calendrier après que les deux premières épreuves eurent été disputées.
En début d'année 2017, Lisen Hockings est championne d'Océanie sur route, après avoir pris la médaille de bronze en contre-la-montre.

## Palmarès
- 2016
  - Tour of the King Valley
  - 2e du Tour de Bright
  -  Médaillée de bronze du championnat d'Océanie sur route
- 2017
  -  Championne d'Océanie sur route
  -  Médaillée de bronze du championnat d'Océanie du contre-la-montre